# Maruti 1000
Der Maruti 1000, den Suzuki bzw. General Motors in anderen Ländern als Cultus/Swift/Geo Metro/Pontiac Firefly mit 1,3- oder 1,6-Liter-Motor verkaufte, wurde im Oktober 1990 in Indien vorgestellt. Der Preis betrug damals 381.000 Indische Rupien (ca. 7000 Euro). Da die Firma Maruti mit der Produktion nicht nachkam, wurde eine Warteliste und eine Lotterie für Käufer eingeführt.
Das Auto wiegt 850 kg und hat einen Vierzylindermotor mit 970 cm³ Hubraum und 34 kW(Drehmoment 71 Nm). 1994 wurde der Maruti 1000 durch sein Nachfolgemodell mit einem stärkeren Motor, den Maruti Esteem ersetzt.